# Euproctis melania
Euproctis melania är en fjärilsart som beskrevs av Otto Staudinger 1891. Euproctis melania ingår i släktet Euproctis och familjen tofsspinnare. Inga underarter finns listade i Catalogue of Life.